# Resolução 90 do Conselho de Segurança das Nações Unidas
Resolução 90 do Conselho de Segurança das Nações Unidas, foi aprovada em 31 de janeiro de 1951, resolveu remover o item "Denúncia de agressão sobre a República da Coreia" a partir da lista de assuntos de que o Conselho.
Foi aprovada por unanimidade.